# Минская ТЭЦ-5
ТЭЦ-5 — теплоэлектроцентраль, располагающаяся в посёлке Дружный Пуховичского района Минской области. Самая молодая электростанция Белорусской энергосистемы и одна из первых крупных тепловых электростанций в СНГ, введённых в эксплуатацию после распада СССР.

## Расположение
Расположена в посёлке Дружный. Снабжает горячей водой и теплом поселки Дружный, Свислочь и Руденск. Также отпускает производственный пар и горячую воду Заводу энергоконструкций треста ОАО «Белсельэлектросетьстрой».

## История
Электростанция задумывалась как атомная ТЭЦ. Дирекция строящейся станции была организована 4 мая 1982 года, подготовительные работы начались летом 1983 года.
Строительство было остановлено после аварии на Чернобыльской АЭС. 1 июля 1987 года вышло постановление ЦК КПСС «О консервации Минской АЭС». На тот момент на стройплощадке станции были готовы фундамент первого реактора и ряд вспомогательных объектов, поэтому было принято решение достроить станцию в виде обычной теплоэлектроцентрали.
В 1998 году была сооружена дымовая труба высотой 240 метров.
4 августа 1999 года был введён в работу 1-й энергоблок мощностью 330 МВт.
Позже было начато строительство второго энергоблока мощностью 400 МВт, пуск был запланирован на конец 2011 года. Блок строили РУП «Минскэнерго» и Китайская национальная корпорация по зарубежному экономическому сотрудничеству. Всего на строительство планировалось потратить более 260 млн. евро, которые выделил Государственный банк развития Китая.
6 февраля 2012 на блоке № 2 ТЭЦ-5 достигнута максимальная мощность 430 МВт.
17 февраля 2012 года Президент Республики Беларусь А. Г. Лукашенко осуществил символический пуск блока №2 ТЭЦ-5.
В эксплуатации находятся:
- паросиловой энергоблок с установленной электрической мощность 320 МВт и тепловой мощностью 100 Гкал/ч;
- парогазовый энергоблок с установленной мощностью 399,6 МВт;
- пускорезервная котельная (ПРК) установленной тепловой мощностью 220 Гкал/ч (для обеспечения операций по пуску и останову энергоблоков, содержанию их в резерве и обеспечением теплоснабжения потребителя в этот период; суммарная паровая нагрузка 200 т/ч).

## Руководство
Директор — Кишко Владимир Владимирович.